# VPK-3927 Volk
VPK-3927 Volk (rus. Бронеавтомобили семейства ВПК-3927 Волк) je taktičko visokomobilno višenamjensko oklopno vozilo kojeg proizvodi tvrtka VPK (Voenno-Promyshlennaya Kompaniya). VPK je vojni odjel GAZ grupe. Vozilo je prvi puta prikazano tijekom IDELF-2010 (International Defence Exhibition of Land Forces) u Rusiji. Dizajnirano je za prijevoz jedinica i opreme za patroliranje, izviđanje, borbu i protuterorističke operacije. Naziv Volk na ruskom znači vuk.

## Osnovne značajke
Volk je oklopno vozilo konvencionalnog dizajna, s motorom smještenim sprijeda, kabinom posade u sredini i teretnim modulom straga. U vozačkoj kabini su mjesta za vozača i zapovjednika. Stražnji odjeljak ima posebna sjedala za osam vojnika. Taj odjeljak ima i krovne otvore i blokove za osmatranje. Brz ulazak i izlazak is vozila je osiguran sa stražnjim vratima. Vozilo je opremljeno za informacijskim sustavom BIUS za praćenje funkcionalnosti osnovne opreme i sustava. VPK-3927 ima ukupnu duljinu 5,4 metra, širinu 2,5 m i visinu od 2,1 metar. Volumen vozačke kabine je 2,4 m3 dok je odjeljka za posadu 3,7 m3. Maksimalna borbena težina iznosi 7,5 tona. Vozilo može prevoziti opremu ili ljudstvo težine do 1500 kilograma.

### Vatrena moć
Volk nije opremljen oružanim sustavom. Na njega može biti ugrađeno lakše ili teže naoružanje. Modularni dizajn omogućava instalaciju lansera za protutenkovski vođeni projektil, minobacački sustav, sustav protuzračne obrane kratkog dometa ili drugi vatreni sustav za potporu.

### Oklopna zaštita
Vozilo Volk ima najveću razinu balističke i minske zaštite u svojoj klasi. Oklop štiti posadu od paljbe iz lakog pješačkog naoružanja, krhotina granata, mina itd. Vozilo nudi treću razinu STANAG 4569 balističke zaštite s mogućnošću povećanja razine zaštite. Vozilo može preživjeti eksploziju do 6 kg TNT-a ispod bilo kojeg kotača. Dodatna oklopna zaštita može se osigurati pričvršćivanjem dodatnih ploča i protuminske zaštite. Postavljanje i skidanje dodatnog oklopa se može izvesti u terenskim uvjetima bez upotrebe posebnog alata.

### Pokretljivost
Oklopno vozilo Volk pokreće dizelski motor YaMZ-5347 snage 300 KS. Maksimalna cestovna brzina iznosi 130 km/h uz autonomiju od 1000 km. Vozilo je opremljeno nezavisnom hidropneumatskom suspenzijom s podešenjima visine koje omogućava vozaču promjenu udaljenosti od tla u rasponu od 250 mm do 500 mm. Gume imaju sustav za kontrolu tlaka i temperature. Minimalni okretni radijus je 7 metara. Volk može prijeći preko okomite zapreke visine 0,5 metara i rova širine pola metra. Može savladati vodenu zapreku dubine do 1,5 metara.

## Inačice
Obitelj vozila Volk uključuje naoružane, nenaoružane i civilne modele. Prva grupa oklopnih vozila je trenutno u fazi testiranja, dok je druga grupa u razvoju. Volk će biti dostupan u četiri inačice. VPK-3927 je osnovna inačica opremljena s oklopljenom kabinom i odvojenim odjelom za vojnike.
- VPK-39271 je sličan osnovnom, samo s jednim odjeljkom za posadu, spojenu zajedno s vozačkom kabinom.
- VPK-39272M je modularno vozilo dizajnirano za ugradnju medicinskih, zapovjednih i kontrolnih, komunikacijskih i logističkih modula.
- VPK-39273 je vozilo u konfiguraciji 6x6 s oklopnom kabinom i odvojenim odjeljkom za vojnike.

U lipnju 2011., VPK je prikazao VPK-39272M Volk-M modularni oklopni automobil, poboljšanu inačicu s većom zaštitom od mina.

## Galerija
- VPK-3927 straga
- VPK-3927 odjeljak za vojnike
- VPK-3927 vozačevo mjesto
- VPK-39273 s otvorenim utovranim prostorom
- VPK-39273 sa zatvorenim utovarnim prostorom
- VPK-39273 odjeljak za vojnike

### Unutarnje poveznice
- ATF Dingo
- BPM-97

### Zajednički poslužitelj
|  | Zajednički poslužitelj ima stranicu o temi VPK-3927 Volk    |
|  | Zajednički poslužitelj ima još gradiva o temi VPK-3927 Volk |

## Vanjske poveznice
- (rus.)(en) Službena stranica proizvođača  Arhivirana inačica izvorne stranice od 25. listopada 2012. (Wayback Machine)